# Lawrence McCormick
Lawrence Joseph „Larry“ McCormick (* 12. Juli 1890 in Buckingham, Québec, Kanada; † 30. Dezember 1961 in Hyannis, Massachusetts, USA) war ein Eishockeyspieler. Er spielte auf der Position des Stürmers.
Bei den Olympischen Sommerspielen 1920 in Antwerpen gewann er mit der US-amerikanischen Nationalmannschaft, die sich aus Spielern der St. Paul A.C., Pittsburgh AA und Boston AA  zusammensetzte, die Silbermedaille im olympischen Eishockeyturnier. Sein jüngerer Bruder Joseph war ebenfalls Mitglied der Olympiamannschaft.

## Erfolge und Auszeichnungen
- 1920 Silbermedaille bei den Olympischen Sommerspielen